# Agathiopsis basipuncta
Agathiopsis basipuncta är en fjärilsart som beskrevs av W. Warren 1896. Agathiopsis basipuncta ingår i släktet Agathiopsis och familjen mätare. Inga underarter finns listade i Catalogue of Life.